# Paspalum cordatum
Paspalum cordatum är en gräsart som beskrevs av Eduard Hackel. Paspalum cordatum ingår i släktet tvillinghirser, och familjen gräs. Inga underarter finns listade i Catalogue of Life.